# John P. Meier
John Paul Meier (8. srpna 1942 New York – 18. října 2022) byl americký novozákonní vědec a římskokatolický kněz. Působil na univerzitě Notre Dame v Indianě.
Je znám pro své monumentální pětisvazkové dílo A Marginal Jew: Rethinking the Historical Jesus, představující jeden z hlavních příspěvků k tzv. třetí vlně bádání o historickém Ježíši.